# Padež, Vrhnika
Padež este o localitate din comuna Vrhnika, Slovenia, cu o populație de 38 de locuitori.